# Allodemis
Allodemis is een geslacht van vlinder uit de familie bladrollers (Tortricidae). De wetenschappelijke naam van het geslacht is voor het eerst geldig gepubliceerd in 1983 door Alexey Diakonoff.
De typesoort van het geslacht is Allodemis fulva Diakonoff, 1983.

## Soorten
- Allodemis chelophora
- Allodemis dionysia
- Allodemis euhelias
- Allodemis fulva
- Allodemis pullatana
- Allodemis stegopa